# Boston Society of Film Critics Awards 2006
27. ročník předávání cen asociace Boston Society of Film Critics Awards se konal 11. prosince 2006.

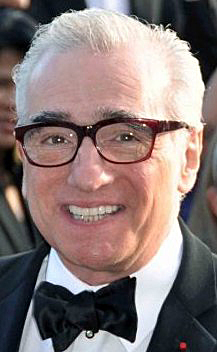
Martin Scorsese, vítěz v kategorii nejlepší režisér

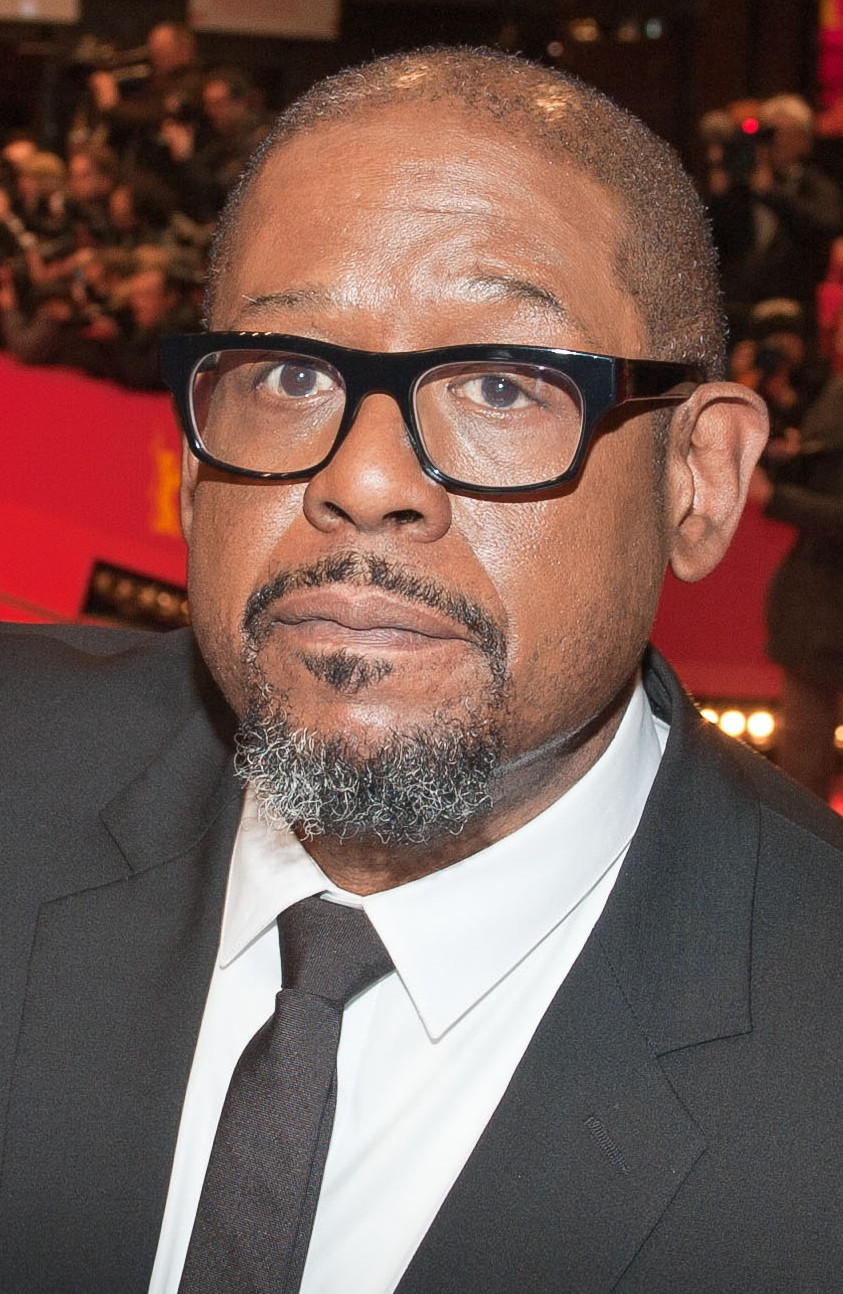
Forest Whitaker, vítěz v kategorii nejlepší mužský herecký výkon v hlavní roli

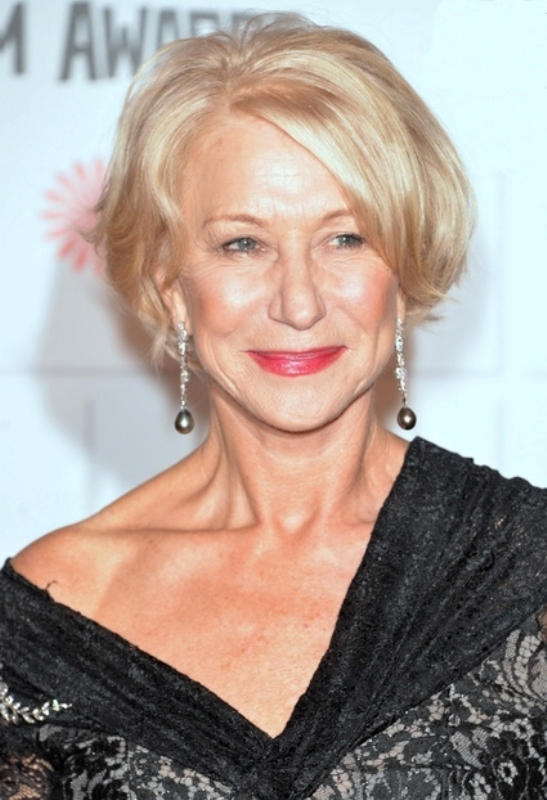
Helen Mirren, vítězka v kategorii nejlepší ženský herecký výkon v hlavní roli

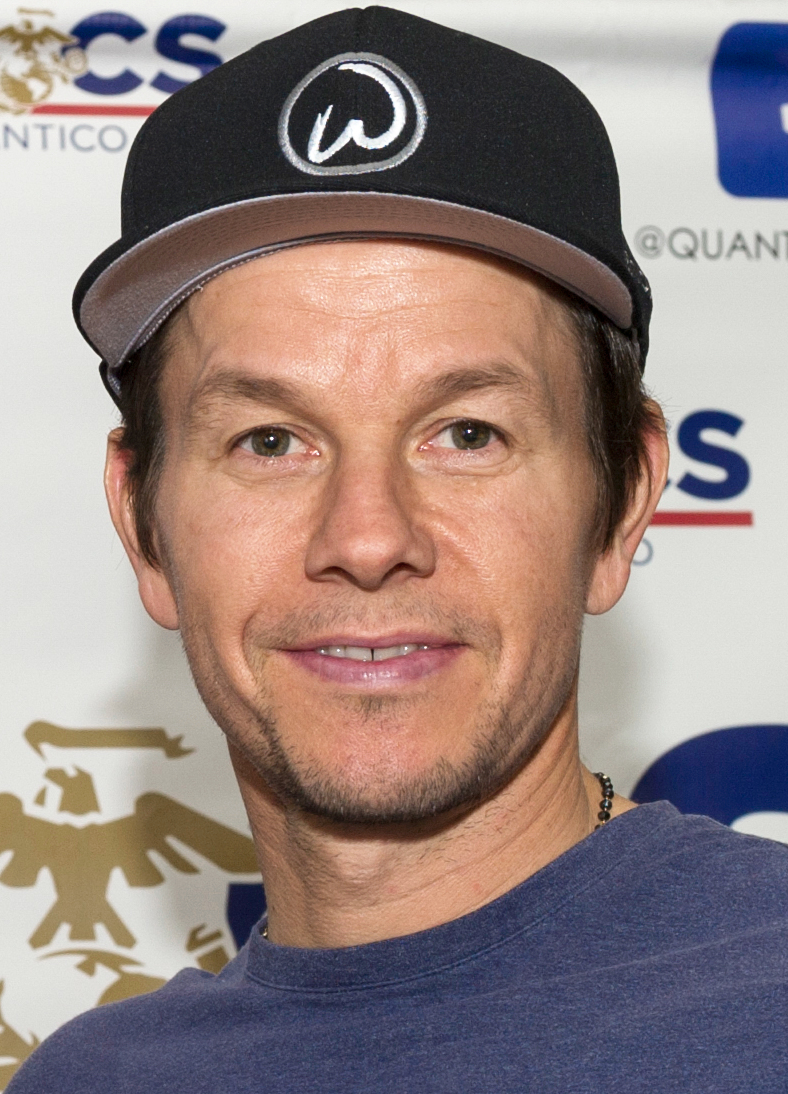
Mark Wahlberg, vítěz v kategorii nejlepší mužský herecký výkon ve vedlejší roli

## Vítězové
- Nejlepší film
  1. Skrytá identita
  2. Let číslo 93
- Nejlepší režisér
  1. Martin Scorsese – Skrytá identita
  2. Paul Greengrass – Let číslo 93
- Nejlepší scénář
  1. William Monahan – Skrytá identita
  2. Peter Morgan – Královna
- Nejlepší herec v hlavní roli
  1. Forest Whitaker – Poslední skotský král
  2. Ryan Gosling – Half Nelson
- Nejlepší herečka v hlavní roli
  1. Helen Mirren – Královna
  2. Judi Dench – Zápisky o skandálu
- Nejlepší herec ve vedlejší roli
  1. Mark Wahlberg – Skrytá identita
  2. Alec Baldwin – Skrytá identita, Hlava nehlava a Kauza CIA a Michael Sheen – Královna (remíza)
- Nejlepší herečka ve vedlejší roli
  1. Shareeka Epps – Half Nelson
  2. Meryl Streep – Ďábel nosí Pradu
- Nejlepší obsazení
  1. Let číslo 93
  2. Skrytá identita
- Nejlepší dokument
  1. Zbav nás všeho zlého a Shut Up & Sing (remíza)
  2. 51 Birch Street
- Nejlepší cizojazyčný film
  1. Faunův labyrint  (Mexiko, Španělsko, USA)
  2. Volver (Španělsko)
- Nejlepší kamera
  1. Guillermo Navarro – Faunův labyrint
  2. Stuart Dryburgh – Barevný závoj a Zhao Xiaoding – Kletba zlatého květu (remíza)
- Nejlepší nový filmař
  1. Ryan Fleck – Half Nelson
  2. Jonathan Dayton a Valerie Faris – Malá Miss Sunshine